# CEV Cup 2013–2014 (damer)
CEV Cup 2013–2014 utspelade sig mellan 22 oktober 2013 och 29 mars 2014. Det var den 42:e upplagan av CEV Cup och i turneringen deltog 36 lag. Fenerbahçe SK vann tävlingen för första gången genom att besegra VK Uralochka-NTMK i finalen. Kim Yeon-koung, Sydkorea, utsågs till mest värdefulla spelare.

## Regelverk
I turneringen deltog 32 lag som kvar kvalificerade för turneringen och som spelade sextondelsfinal, åttondelsfinal och kvartsfinal. Därefter tillkom fyra lag som åkt ur CEV Champions League 2013–14. Dessa mötte de kvarvarande lagen i turneringen i en 'Challange Round'. De vinnande lagen möttes sedan i semifinal och final.

## Deltagande lag
| - ASKÖ Linz-Steg - Schwechat Post - Azərreyl QVK - Azəryol VK - Lokomotiv Baku - Asterix Kieldrecht - VC Oudegem - Atlant Baranovici - ŽOK Jedinstvo Brčko | - OK Poreč - LP Viesti Salo - ASPTT Mulhouse - Saint-Cloud Paris Stade Français - Dresdner SC - Rote Raben Vilsbiburg - AEK - Olympiakos SFP - Hapoel Kfar Saba | - Maccabi Haifa - VC Weert - BKS Stal Bielsko-Biała - MKS Muszyna - VK Královo Pole - VK UP Olomouc - VK Prostějov - CS Dinamo București - CSV 2004 Tomis Constanța | - VK Uralochka-NTMK - ŽOK Partizan - OK Branik - VC Kanti - Volley Köniz - Bursa BBSK - Fenerbahçe SK - VK Chimik - VK Orbita-ZTMK-ZNU |

## Sextondelsfinaler

### Match 1
| Datum    | Mellan                                            | Resultat | Set   | Set   | Set   | Set   | Set   | Poäng totalt | Speltid | Åskådare |
| Datum    | Mellan                                            | Resultat | 1     | 2     | 3     | 4     | 5     | Poäng totalt | Speltid | Åskådare |
| -------- | ------------------------------------------------- | -------- | ----- | ----- | ----- | ----- | ----- | ------------ | ------- | -------- |
| 22-10-13 | VC Kanti - LP Viesti Salo                         | 0 - 3    | 19:25 | 18:25 | 8:25  |       |       | 45 - 75      | 1h:14   | 515      |
| 22-10-13 | ASPTT Mulhouse - BKS Stal Bielsko-Biała           | 3 - 0    | 25:21 | 25:20 | 25:11 |       |       | 75 - 52      | 1h:17   | 2.200    |
| 22-10-13 | VK Uralochka-NTMK - Asterix Kieldrecht            | 3 - 0    | 25:10 | 25:21 | 25:23 |       |       | 75 - 54      | 1h:07   | 1.000    |
| 23-10-13 | Bursa BBSK - Fenerbahçe SK                        | 0 - 3    | 20:25 | 19:25 | 13:25 |       |       | 52 - 75      | 1h:18   | 1.200    |
| 23-10-13 | VC Weert - VK Orbita-ZTMK-ZNU                     | 1 - 3    | 25:18 | 11:25 | 13:25 | 13:25 |       | 62 - 93      | 1h:16   | 250      |
| 23-10-13 | Rote Raben Vilsbiburg - ŽOK Jedinstvo Brčko       | 3 - 1    | 25:20 | 23:25 | 25:14 | 25:18 |       | 98 - 77      | 1h:44   | 653      |
| 23-10-13 | Lokomotiv Baku - VK Královo Pole                  | 3 - 0    | 25:20 | 25:12 | 25:17 |       |       | 75 - 49      | 1h:15   | 1.500    |
| 23-10-13 | Hapoel Kfar Saba - OK Poreč                       | 3 - 1    | 25:21 | 24:26 | 25:22 | 25:18 |       | 99 - 87      | 1h:46   | 800      |
| 23-10-13 | AEK - Schwechat Post                              | 3 - 2    | 25:21 | 25:20 | 22:25 | 21:25 | 15:8  | 108 - 99     | 2h:06   | 700      |
| 23-10-13 | Maccabi Haifa - MKS Muszyna                       | 1 - 3    | 18:25 | 13:25 | 25:22 | 9:25  |       | 65 - 97      | 1h:34   | 100      |
| 23-10-13 | Olympiakos SFP - Saint-Cloud Paris Stade Français | 3 - 0    | 25:23 | 29:27 | 26:24 |       |       | 80 - 74      | 1h:32   | 268      |
| 23-10-13 | CSV 2004 Tomis Constanța - Atlant Baranovici      | 0 - 3    | 23:25 | 12:25 | 12:25 |       |       | 47 - 75      | 1h:06   | 200      |
| 23-10-13 | ŽOK Partizan - Azərreyl QVK                       | 3 - 2    | 25:20 | 25:15 | 18:25 | 22:25 | 16:14 | 106 - 99     | 1h:51   | 1.200    |
| 23-10-13 | OK Branik - Volley Köniz                          | 1 - 3    | 12:25 | 23:25 | 25:16 | 27:29 |       | 87 - 95      | 1h:47   | 220      |
| 24-10-13 | VC Oudegem - VK Chimik                            | 2 - 3    | 26:28 | 25:23 | 15:25 | 25:23 | 13:15 | 104 - 114    | 2h:03   | 250      |
| 24-10-13 | VK UP Olomouc - ASKÖ Linz-Steg                    | 3 - 0    | 25:10 | 25:13 | 25:12 |       |       | 75 - 35      | 1h:03   | 800      |

### Match 2
| Datum    | Mellan                                            | Resultat | Set   | Set   | Set   | Set   | Set   | Poäng totalt | Speltid | Åskådare |
| Datum    | Mellan                                            | Resultat | 1     | 2     | 3     | 4     | 5     | Poäng totalt | Speltid | Åskådare |
| -------- | ------------------------------------------------- | -------- | ----- | ----- | ----- | ----- | ----- | ------------ | ------- | -------- |
| 29-10-13 | Fenerbahçe SK - Bursa BBSK                        | 3 - 0    | 25:12 | 25:18 | 25:21 |       |       | 75 - 51      | 1h:15   | 500      |
| 29-10-13 | VK Královo Pole - Lokomotiv Baku                  | 0 - 3    | 21:25 | 22:25 | 20:25 |       |       | 63 - 75      | 1h:26   | 750      |
| 29-10-13 | Schwechat Post - AEK                              | 3 - 1    | 25:23 | 23:25 | 25:12 | 25:15 |       | 98 - 75      | 1h:46   | 600      |
| 29-10-13 | Saint-Cloud Paris Stade Français - Olympiakos SFP | 1 - 3    | 23:25 | 25:18 | 25:27 | 24:26 |       | 97 - 96      | 2h:03   | 920      |
| 29-10-13 | VK Chimik - VC Oudegem                            | 3 - 1    | 23:25 | 25:11 | 25:16 | 25:20 |       | 98 - 72      | 1h:32   | 350      |
| 30-10-13 | LP Viesti Salo - VC Kanti                         | 3 - 2    | 25:11 | 23:25 | 25:21 | 23:25 | 15:10 | 111 - 92     | 2h:01   | 632      |
| 30-10-13 | ŽOK Jedinstvo Brčko - Rote Raben Vilsbiburg       | 0 - 3    | 16:25 | 10:25 | 17:25 |       |       | 43 - 75      | 1h:07   | 879      |
| 30-10-13 | OK Poreč - Hapoel Kfar Saba                       | 2 - 3    | 25:16 | 21:25 | 25:12 | 20:25 | 12:15 | 103 - 93     | 2h:04   | 800      |
| 30-10-13 | MKS Muszyna - Maccabi Haifa                       | 3 - 0    | 25:16 | 25:12 | 25:15 |       |       | 75 - 43      | 1h:01   | 800      |
| 30-10-13 | BKS Stal Bielsko-Biała - ASPTT Mulhouse           | 3 - 0    | 25:18 | 25:17 | 26:24 |       |       | 76 - 59      | 1h:48   | 500      |
| 30-10-13 | Atlant Baranovici - CSV 2004 Tomis Constanța      | 3 - 0    | 25:5  | 25:12 | 25:10 |       |       | 75 - 27      | 0h:59   | 1.500    |
| 30-10-13 | Volley Köniz - OK Branik                          | 3 - 0    | 25:18 | 25:20 | 25:19 |       |       | 75 - 57      | 1h:20   | 390      |
| 31-10-13 | VK Orbita-ZTMK-ZNU - VC Weert                     | 2 - 3    | 20:25 | 25:14 | 24:26 | 25:21 | 13:15 | 107 - 101    | 1h:44   | 720      |
| 31-10-13 | Azərreyl QVK - ŽOK Partizan                       | 3 - 1    | 25:9  | 21:25 | 25:17 | 25:19 |       | 96 - 70      | 1h:36   | 1.000    |
| 31-10-13 | ASKÖ Linz-Steg - VK UP Olomouc                    | 0 - 3    | 20:25 | 10:25 | 18:25 |       |       | 48 - 75      | 1h:15   | 150      |
| 31-10-13 | Asterix Kieldrecht - VK Uralochka-NTMK            | 1 - 3    | 11:25 | 23:25 | 25:23 | 19:25 |       | 78 - 98      | 1h:35   | 250      |

### Kvalificerade lag
| - Azərreyl QVK - Lokomotiv Baku - Atlant Baranovici - BKS Stal Bielsko-Biała - VK Uralochka-NTMK - Fenerbahçe SK - Hapoel Kfar Saba - Volley Köniz | - MKS Muszyna - VK UP Olomouc - Olympiakos SFP - LP Viesti Salo - Schwechat Post - Rote Raben Vilsbiburg - VK Chimik - VK Orbita-ZTMK-ZNU |

## Åttondelsfinaler

### Match 1
| Datum   | Mellan                                 | Resultat | Set   | Set   | Set   | Set   | Set | Poäng totalt | Speltid | Åskådare |
| Datum   | Mellan                                 | Resultat | 1     | 2     | 3     | 4     | 5   | Poäng totalt | Speltid | Åskådare |
| ------- | -------------------------------------- | -------- | ----- | ----- | ----- | ----- | --- | ------------ | ------- | -------- |
| 4-12-13 | LP Viesti Salo - Rote Raben Vilsbiburg | 3 - 1    | 26:24 | 20:25 | 25:23 | 25:14 |     | 96 - 86      | 1h:46   | 762      |
| 4-12-13 | Schwechat Post - MKS Muszyna           | 1 - 3    | 25:22 | 24:26 | 16:25 | 27:29 |     | 92 - 102     | 1h:54   | 400      |
| 4-12-13 | Olympiakos SFP- BKS Stal Bielsko-Biała | 0 - 3    | 23:25 | 25:27 | 22:25 |       |     | 70 - 77      | 1h:25   | 150      |
| 4-12-13 | Azərreyl QVK - VK UP Olomouc           | 3 - 0    | 25:21 | 25:19 | 25:20 |       |     | 75 - 60      | 1h:15   | 300      |
| 4-12-13 | Volley Köniz - VK Uralochka-NTMK       | 0 - 3    | 20:25 | 22:25 | 24:26 |       |     | 66 - 76      | 1h:19   | 1.200    |
| 5-12-13 | Fenerbahçe SK - VK Orbita-ZTMK-ZNU     | 3 - 0    | 25:22 | 25:14 | 25:16 |       |     | 75 - 52      | 1h:11   | 400      |
| 5-12-13 | Lokomotiv Baku - Hapoel Kfar Saba      | 3 - 0    | 25:16 | 25:19 | 25:14 |       |     | 75 - 49      | 1h:12   | 1.500    |
| 5-12-13 | VK Chimik - Atlant Baranovici          | 3 - 0    | 25:21 | 25:18 | 25:21 |       |     | 75 - 60      | 1h:11   | 900      |

### Match 2
| Datum    | Mellan                                  | Resultat | Set   | Set   | Set   | Set   | Set   | Poäng totalt | Speltid | Åskådare |
| Datum    | Mellan                                  | Resultat | 1     | 2     | 3     | 4     | 5     | Poäng totalt | Speltid | Åskådare |
| -------- | --------------------------------------- | -------- | ----- | ----- | ----- | ----- | ----- | ------------ | ------- | -------- |
| 10-12-13 | MKS Muszyna - Schwechat Post            | 3 - 0    | 25:22 | 26:24 | 25:8  |       |       | 76 - 54      | 1h:14   | 500      |
| 11-12-13 | VK Orbita-ZTMK-ZNU - Fenerbahçe SK      | 0 - 3    | 14:25 | 10:25 | 22:25 |       |       | 46 - 75      | 1h:10   | 750      |
| 11-12-13 | Rote Raben Vilsbiburg - LP Viesti Salo  | 3 - 2    | 26:24 | 13:25 | 23:25 | 25:12 | 15:7  | 102 - 93     | 1h:52   | 534      |
| 11-12-13 | Hapoel Kfar Saba - Lokomotiv Baku       | 0 - 3    | 18:25 | 14:25 | 11:25 |       |       | 43 - 75      | 1h:15   | 250      |
| 11-12-13 | Atlant Baranovici - VK Chimik           | 0 - 3    | 26:28 | 22:25 | 16:25 |       |       | 64 - 78      | 1h:15   | 1.000    |
| 11-12-13 | VK Uralochka-NTMK - Volley Köniz        | 3 - 0    | 25:12 | 25:16 | 25:18 |       |       | 75 - 46      | 1h:09   | 2.500    |
| 12-12-13 | BKS Stal Bielsko-Biała - Olympiakos SFP | 2 - 3    | 25:20 | 25:23 | 18:25 | 16:25 | 11:15 | 95 - 108     | 1h:45   | 600      |
| 12-12-13 | VK UP Olomouc - Azərreyl QVK            | 2 - 3    | 27:25 | 25:22 | 19:25 | 13:25 | 10:15 | 94 - 112     | 1h:57   | 600      |

### Kvalificerade lag
- Azərreyl QVK
- Lokomotiv Baku
- BKS Stal Bielsko-Biała
- VK Uralochka-NTMK
- Fenerbahçe SK
- MKS Muszyna
- LP Viesti Salo
- VK Chimik

## Kvartsfinaler

### Match 1
| Datum    | Mellan                             | Resultat | Set   | Set   | Set   | Set   | Set | Poäng totalt | Speltid | Åskådare |
| Datum    | Mellan                             | Resultat | 1     | 2     | 3     | 4     | 5   | Poäng totalt | Speltid | Åskådare |
| -------- | ---------------------------------- | -------- | ----- | ----- | ----- | ----- | --- | ------------ | ------- | -------- |
| 14-01-14 | MKS Muszyna - Lokomotiv Baku       | 3 - 0    | 25:15 | 25:23 | 26:24 |       |     | 76 - 62      | 1h:23   | 600      |
| 14-01-14 | VK Chimik - BKS Stal Bielsko-Biała | 3 - 0    | 25:17 | 25:18 | 25:20 |       |     | 75 - 55      | 1h:12   | 1 200    |
| 15-01-14 | Azərreyl QVK - VK Uralochka-NTMK   | 1 - 3    | 25:22 | 23:25 | 13:25 | 16:25 |     | 77 - 97      | 1h:32   | 350      |
| 16-01-14 | LP Viesti Salo - Fenerbahçe SK     | 0 - 3    | 22:25 | 13:25 | 9:25  |       |     | 44 - 75      | 1h:14   | 1 450    |

### Match 2
| Datum    | Mellan                             | Resultat | Set   | Set   | Set   | Set   | Set   | Poäng totalt | Speltid | Åskådare |
| Datum    | Mellan                             | Resultat | 1     | 2     | 3     | 4     | 5     | Poäng totalt | Speltid | Åskådare |
| -------- | ---------------------------------- | -------- | ----- | ----- | ----- | ----- | ----- | ------------ | ------- | -------- |
| 22-01-14 | Fenerbahçe SK - LP Viesti Salo     | 3 - 0    | 25:21 | 27:25 | 25:14 |       |       | 77 - 60      | 1h:27   | 1 000    |
| 22-01-14 | BKS Stal Bielsko-Biała - VK Chimik | 3 - 0    | 26:24 | 25:19 | 25:16 |       |       | 76 - 59      | 1h:37   | 1 200    |
| 22-01-14 | VK Uralochka-NTMK - Azərreyl QVK   | 3 - 1    | 30:28 | 25:18 | 21:25 | 25:13 |       | 101 - 84     | 1h:39   | 2 000    |
| 23-01-14 | Lokomotiv Baku - MKS Muszyna       | 2 - 3    | 24:26 | 25:14 | 21:25 | 25:18 | 12:15 | 107 - 98     | 1h:55   | 1 510    |

### Kvalificerade lag
- VK Uralochka-NTMK
- Fenerbahçe SK
- MKS Muszyna
- VK Chimik[4]

## Challenge Round

### Match 1
| Datum    | Mellan                                  | Resultat | Set   | Set   | Set   | Set   | Set   | Poäng totalt | Speltid | Åskådare |
| Datum    | Mellan                                  | Resultat | 1     | 2     | 3     | 4     | 5     | Poäng totalt | Speltid | Åskådare |
| -------- | --------------------------------------- | -------- | ----- | ----- | ----- | ----- | ----- | ------------ | ------- | -------- |
| 04-02-14 | VK Prostějov - Fenerbahçe SK            | 0 - 3    | 11:25 | 21:25 | 15:25 |       |       | 47 - 75      | 1h:05   | 1 300    |
| 04-02-14 | VK Chimik - Dresdner SC                 | 1 - 3    | 25:18 | 21:25 | 22:25 | 20:25 |       | 88 - 93      | 1h:48   | 1 600    |
| 04-02-14 | VK Uralochka-NTMK - CS Dinamo București | 3 - 0    | 25:19 | 25:20 | 25:20 |       |       | 75 - 59      | 1h:06   | 2 000    |
| 05-02-14 | MKS Muszyna - Azəryol VK                | 3 - 2    | 25:20 | 22:25 | 22:25 | 28:26 | 15:13 | 112 - 109    | 2h:13   | 1 000    |

### Match 2
| Datum    | Mellan                                  | Resultat | Set   | Set   | Set   | Set   | Set   | Poäng totalt | Speltid | Åskådare |
| Datum    | Mellan                                  | Resultat | 1     | 2     | 3     | 4     | 5     | Poäng totalt | Speltid | Åskådare |
| -------- | --------------------------------------- | -------- | ----- | ----- | ----- | ----- | ----- | ------------ | ------- | -------- |
| 11-02-14 | Azəryol VK - MKS Muszyna                | 3 - 0    | 25:21 | 25:10 | 25:19 |       |       | 75 - 50      | 1h:13   | 1 800    |
| 12-02-14 | Fenerbahçe SK - VK Prostějov            | 3 - 0    | 25:20 | 25:17 | 25:15 |       |       | 75 - 52      | 1h:11   | 1 000    |
| 12-02-14 | Dresdner SC - VK Chimik                 | 1 - 3    | 21:25 | 25:21 | 18:25 | 23:25 |       | 87 - 96      | 2h:25   | 2 238    |
| 12-02-14 | CS Dinamo București - VK Uralochka-NTMK | 3 - 2    | 25:20 | 24:26 | 22:25 | 25:21 | 15:13 | 111 - 105    | 1h:52   | 450      |

### Kvalificerade lag
- Azəryol VK
- Dresdner SC[5]
- VK Uralochka-NTMK
- Fenerbahçe SK

## Semifinaler

### Match 1
| Datum    | Mellan                          | Resultat | Set   | Set   | Set   | Set   | Set  | Poäng totalt | Speltid | Åskådare |
| Datum    | Mellan                          | Resultat | 1     | 2     | 3     | 4     | 5    | Poäng totalt | Speltid | Åskådare |
| -------- | ------------------------------- | -------- | ----- | ----- | ----- | ----- | ---- | ------------ | ------- | -------- |
| 25-02-14 | Fenerbahçe SK - Azəryol VK      | 3 - 0    | 25:14 | 25:12 | 25:16 |       |      | 75 - 42      | 1h:12   | 1 000    |
| 25-02-14 | VK Uralochka-NTMK - Dresdner SC | 2 - 3    | 26:28 | 25:15 | 20:25 | 25:22 | 7:15 | 103 - 105    | 1h:50   | 2 450    |

### Match 2
| Datum    | Mellan                          | Resultat | Set   | Set   | Set   | Set   | Set | Poäng totalt | Speltid | Åskådare |
| Datum    | Mellan                          | Resultat | 1     | 2     | 3     | 4     | 5   | Poäng totalt | Speltid | Åskådare |
| -------- | ------------------------------- | -------- | ----- | ----- | ----- | ----- | --- | ------------ | ------- | -------- |
| 01-03-14 | Azəryol VK - Fenerbahçe SK      | 0 - 3    | 8:25  | 17:25 | 17:25 |       |     | 42 - 75      | 1h:13   | 1 400    |
| 01-03-14 | Dresdner SC - VK Uralochka-NTMK | 1 - 3    | 19:25 | 25:19 | 18:25 | 23:25 |     | 85 - 94      | 1h:42   | 3 000    |

### Kvalificerade lag
- VK Uralochka-NTMK
- Fenerbahçe SK

## Final

### Match 1
| Datum    | Mellan                            | Resultat | Set   | Set   | Set   | Set   | Set  | Poäng totalt | Speltid | Åskådare |
| Datum    | Mellan                            | Resultat | 1     | 2     | 3     | 4     | 5    | Poäng totalt | Speltid | Åskådare |
| -------- | --------------------------------- | -------- | ----- | ----- | ----- | ----- | ---- | ------------ | ------- | -------- |
| 26-03-14 | VK Uralochka-NTMK - Fenerbahçe SK | 2 - 3    | 16:25 | 17:25 | 25:20 | 25:23 | 9:15 | 92 - 108     | 1h:56   | 3.150    |

### Match 2
| Datum    | Mellan                            | Resultat | Set   | Set   | Set   | Set | Set | Poäng totalt | Speltid | Åskådare |
| Datum    | Mellan                            | Resultat | 1     | 2     | 3     | 4   | 5   | Poäng totalt | Speltid | Åskådare |
| -------- | --------------------------------- | -------- | ----- | ----- | ----- | --- | --- | ------------ | ------- | -------- |
| 29-03-14 | Fenerbahçe SK - VK Uralochka-NTMK | 3 - 0    | 25:11 | 28:26 | 25:22 |     |     | 78 - 59      | 1h:20   | 6.800    |

### Mästare
- Fenerbahçe SK